# Mustapha Osman
Mustafa Osman (Tunisi, 1906 o 1907 – New York, ...) è stato un fumettista, giornalista e scenografo tunisino naturalizzato statunitense.

## Biografia
Mustafa Osman, nato nel 1906 o 1907 a Tunisi e morto in una data sconosciuta a New York, è un giornalista, fumettista, decoratore cinematografico tuniso-americano.
Osman è il primo fumettista tunisino originario di Tunisi, co-fondatore di due giornali satirici, Al Moudhik e Al Moumathil, e uno degli animatori più importanti che hanno lavorato in diversi periodici e quotidiani tunisini negli anni 1920. È anche un attivista del partito tunisino desturiano.
Nel 1927 fondò Tunis Films la prima società di distribuzione cinematografica tunisina. Negli anni 1930. Mustafa Osman ha lasciato la Tunisia per diventare un scenografo nel Stati Uniti. Ha lavorato nella grande società di produzione cinematografica americana Paramount Pictures.
Mustafa Osman è il fratello maggiore del grande fotografo tunisino Habib Osman.